# IC 4873
IC 4873 — галактика типу Sbc (компактна витягнута спіральна галактика) у сузір'ї Телескоп.
Цей об'єкт міститься в оригінальній редакції індексного каталогу.